# Seetzenia lanata
Seetzenia lanata là một loài thực vật có hoa trong họ Zygophyllaceae. Loài này được (Willd.) Bullock miêu tả khoa học đầu tiên năm 1965.